# Stanisław Belof
Stanisław Belof (ur. 18 września 1899 w Częstochowie, zm. wiosną 1940 w Katyniu) – chorąży intendentury Wojska Polskiego, ofiara zbrodni katyńskiej.

## Życiorys

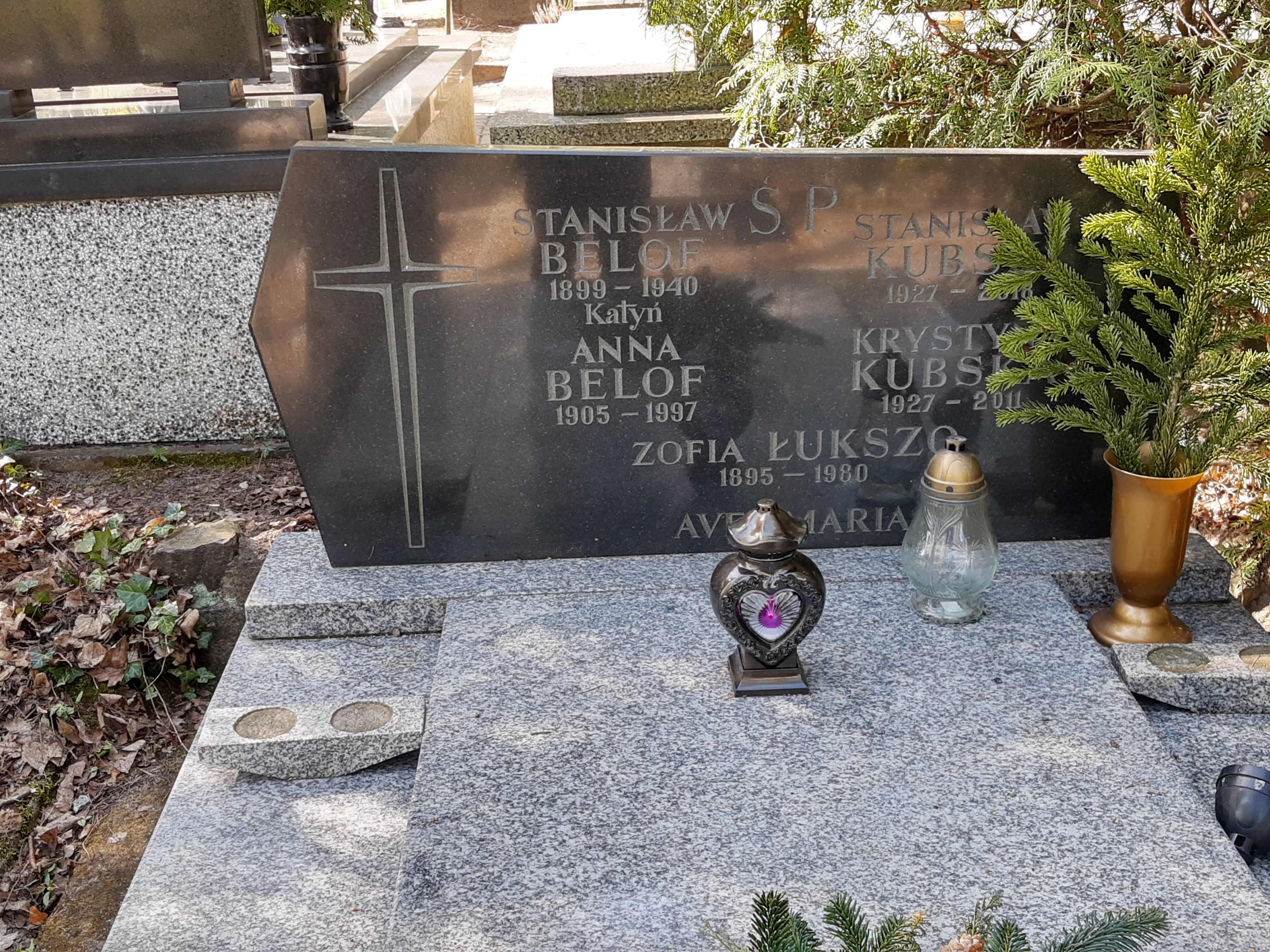
Grób symboliczny Stanisława Belofa na Cmentarzu katolickim w Sopocie

Urodził się w rodzinie Ignacego i Józefy z Nogawskich. Absolwent gimnazjum w Częstochowie (1918). Od 1919 w Wojsku Polskim. Przydzielony do 3 dyonu taborów. Uczestnik wojny 1920 r. Do stopnia chorążego mianowany 1 kwietnia 1922. W latach 1923–1929 był kierownikiem Kancelarii Głównej w szefostwie intendentury DOK III Grodno. W latach 1929–1933 służył jako płatnik 76 pułku piechoty w Lidzie, a 1933-1938 na tym samym stanowisku w 3 pułku szwoleżerów mazowieckich w Suwałkach. Uczestniczył w uroczystościach złożenia serca Marszałka Piłsudskiego na Rossie – szedł w poczcie sztandarowym 3 pułku szwoleżerów. Od 1938 płatnik w Składnicy Materiałów Intendentury nr 3 w Grodnie.
W połowie września z rozkazu dowództwa wraz z kadrą składnicy wyruszył na południe. W okolicach Pińska dostał się do niewoli radzieckiej, wcześniej wobec otoczenia kolumny zdążył rozdać żołnierzom zaległe uposażenie z przechowywanej przez siebie kasy pułkowej. Osadzony początkowo w Ostaszkowie, następnie przewieziony do Kozielska. Rodzina otrzymała trzy listy z obozu z Kozielska, ostatni z kwietnia 1940. Został zamordowany wiosną 1940 w lesie katyńskim. Figuruje na liście wywózkowej LW 017/1 z 1940. Jego grób symboliczny znajduje się na cmentarzu katolickim w Sopocie (kwatera B4-1-5).

## Życie prywatne
Żonaty z Anną z Kreczków, miał córkę Marię i syna Jerzego.

## Ordery i odznaczenia
- Brązowy Krzyż Zasługi
- Medal Pamiątkowy za Wojnę 1918-1921 "Polska Swemu Obrońcy"
- Medal Dziesięciolecia Odzyskanej Niepodległości